# Chilodontidae
Chilodontidae es una familia de peces incluida en el orden Characiformes, con especies ampliamente distribuidas por ríos de Sudamérica al este de la cordillera de los Andes, tanto en la cuenca del río Amazonas como en la del río Orinoco, ríos de las Guayanas y el río Paraíba do Sul. Su nombre procede del griego cheilos ‘labios’, y odous ‘dientes’.

## Morfología
Tienen una única serie de dientes relativamente pequeños movibles anclados en los labios de la mandíbula superior, y en muchas especies también en la mandíbula inferior junto con una sexta escama en la línea lateral, lo que sirve para separar a los Chilodontidae de otros miembros del orden Characiformes.

## Hábitat
Algunas especies aparentemente sólo viven en aguas cenagosas, mientras que otras viven en todo tipo de ríos; se alimentan de invertebrados y esponjas de río, y se reproducen en mayo.

## Acuariología
Especies del género Chilodus son exportadas desde diversos lugares para el comercio en acuarios, donde son comercializados con el nombre de headstanders.

## Géneros y especies
Según el ITIS, esta no es una familia válida, debiendo ser considerada subfamilia Chilodontinae dentro de la familia Anostomidae.
Pero, según FishBase, es familia válida, con 8 especies agrupadas en 2 géneros:
- Género Caenotropus (Günther, 1864)
  - Caenotropus labyrinthicus (Kner, 1858): conchúo o cabeza pa'bajo
  - Caenotropus maculosus (Eigenmann, 1912)
  - Caenotropus mestomorgmatos (Vari, Castro y Raredon, 1995)
  - Caenotropus schizodon (Scharcansky y Santos de Lucena, 2007)
- Género Chilodus (Müller and Troschel, 1844)
  - Chilodus fritillus (Vari y Ortega, 1997)
  - Chilodus gracilis (Isbrücker y Nijssen, 1988)
  - Chilodus punctatus (Müller y Troschel, 1844): mojara o sardina
  - Chilodus zunevei (Puyo, 1946)